# Arvid Nyholm

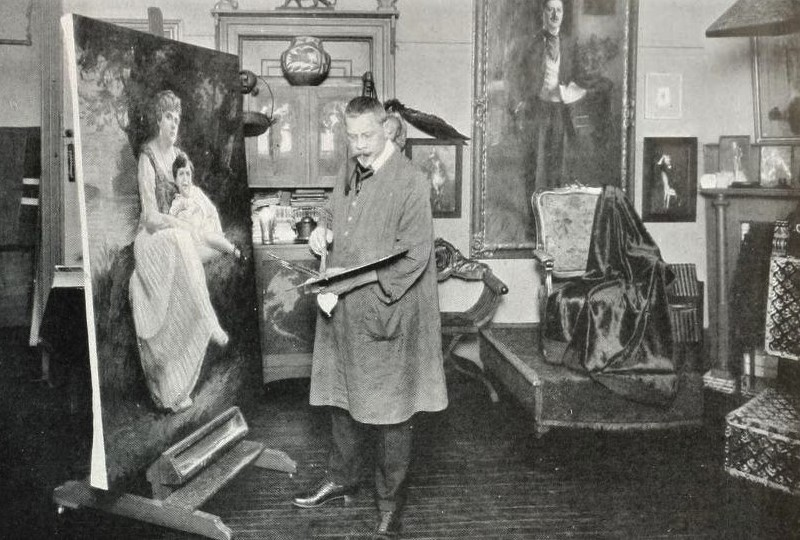
Arvid Nyholm i sin ateljé

Arvid Nyholm, född 12 juli 1866 i Stockholm, död 14 november 1927 i Chicago, var en svensk-amerikansk målare och grafiker.
Han var son till boktryckerifaktorn Fredrik Nyholm och Amalia Petronella Wahlberg samt från 1887 gift med Amelie Josephina Grönander. Efter en tids arkitektstudier vid Kungliga tekniska högskolan ändrade han inriktning och blev 1887 elev vid Brolins teaterdekorationsateljé samtidigt tog han privatlektioner i måleri för Gösta Krehl. Han antogs för studier vid Konstakademien där han studerade 1889-1891 innan han sökte sig till Konstnärsförbundets skola där han blev elev till Anders Zorn. I slutet av 1892 utvandrade han till Amerika och bosatte sig först i New York innan han 1903 flyttade till Chicago. Under de första amerikaåren återvände han på besök till Europa och passade då på att studera en tid vid Académie Colarossi i Paris. Han blev känd som en skicklig porträttmålare och utförde porträtt av bland annat John Ericsson för National Gallery, guvernören A. O. Eberhart för statscapitoliet i S:t Paul, senator Cummins för Iowa Historical Society och industrimagnaten Ogden Armour. Han medverkade i ett stort antal amerikanska samlingsutställningar där han vid flera tillfällen tilldelades utmärkelser. Han var en intresserad föreningsmänniska och var medlem i flera olika föreningar bland annat i The National Academy of Design och han var en av stiftarna till The Swedish-America Art Association 1905. I svensk sammanhang medverkade han i de svensk-amerikanska konstutställningarna och han var representerad i den svensk-amerikanska vandringsutställningen som visades i Sverige 1920 och i den svensk-amerikanska konstutställningen i Göteborg 1923. Förutom porträtt målade han även landskapsskildringar i olja eller akvarell samt grafik i form av etsningar. Förutom flera museer i USA är han representerad vid Nationalmuseum i Stockholm.